# Carl Bantzer
Carl Ludwig Noah Bantzer, né le 6 août 1857 à Schwalmstadt, et mort le 19 décembre 1941 à Marbourg, est un peintre allemand, membre de l'école de Willingshausen (de) dans la région de la Schwalm.

## Biographie
Bantzer est le fils d'un vétérinaire de Ziegenhain dans la Hesse. Il grandit au milieu des paysans de cette région de la Schwalm qui vont l'inspirer plus tard. Mais en 1863, il devient orphelin de père, et sa mère déménage à Marbourg, où il fait ses études au Gymnasium Philippinum, puis il entre à l'école de l'académie des beaux-arts de Berlin. Il retourne pour de longues vacances en 1884 et 1885 dans la Schwalm, où il dessine et peint sur le motif avec son ami dresdois, Wilhelm Claudius. Il peint aussi à Treysa et à Ascherode. Il dessine les costumes régionaux dans un style marqué par un certain impressionnisme, par exemple Le bourgmestre Kehl, ou Le fermier Schneider en vêtements de travail.
Claire, sa première femme, meurt en couches en mettant au monde son fils Arnold en 1887. Il est membre de l'école de peintres de Goppeln en Saxe et travaille alors à son Pèlerinage au tombeau de sainte Élisabeth, puis il s'installe à Willingshausen dans la Schwalm. L'auberge du Lièvre devient le point de rencontre du peintre avec Hermann Kätelhön (de), Adolf Lins et Emil Zimmermann. Il trouve ses modèles et son inspiration dans les paysages de la région et y revient tous les ans pour de longues vacances d'été. Il est impressionné en hiver 1890-1891 par un culte de communion à l'église de Willingshausen qui va l'inspirer durablement. De janvier à mars 1890, il fait un voyage d'études à Paris, où il découvre un certain nombre de toiles impressionnistes qui vont lui servir pour ses études préparatoires à sa Culte de la Cène à l'église de Merzhaus.

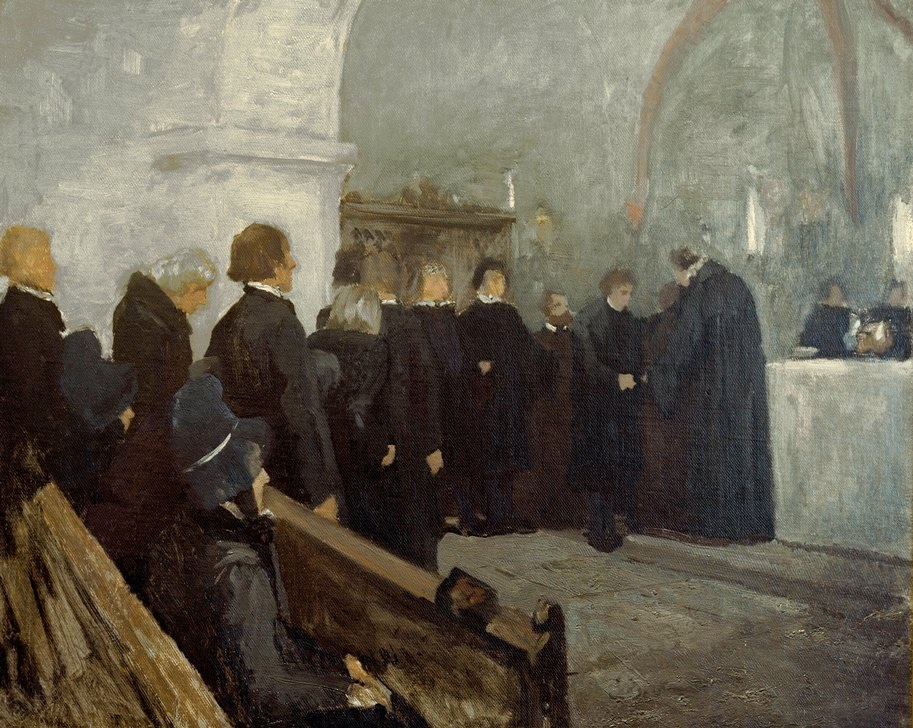
Culte de la Cène en Hesse (1891)

Il vit à Dresde à partir de 1891 et passe de longs mois en 1892 à Willingshausen. Sa toile Culte de la Cène en Hesse est exposée en 1892 à Munich, Berlin, Vienne, Dresde, Leipzig, Hambourg, Breslau et Francfort.
En 1893, Bantzer fait un voyage d'études avec Wilhelm Georg Ritter à Heiligenstadt, Allendorf, Friedewald, Bad Hersfeld et Schlitz, avec un long séjour à Aufenau et au village de Wittgenborn, puis retourne à Willingshausen. En 1896, il y acquiert une chapelle de bois qu'il fait reconstruire près de l'auberge du Lièvre pour s'en servir comme atelier. Willingshausen réunit au cours des années suivantes plusieurs peintres amis, comme Paul Scheffer. Bantzer est nommé la même année professeur à l'académie royale des beaux-arts de Dresde. Il peint à cette époque Bal campagnard de la jeunesse de la Schwalm qu'il expose en 1898 à Munich.
Il se marie avec Hélène en 1899 qui lui donne cinq enfants, dont Marigard qui deviendra illustratrice de livres d'enfants et l'épouse d'E.O. Plauen. Il consacre les années d'avant-guerre à peindre la vie des paysans de la région. En 1918, il est nommé professeur à l'académie des beaux-arts de Cassel, dont il devient directeur, jusqu'en 1923.
De 1932 à 1936, il peint des scènes et des portraits de la région de Marbourg, et des scènes paysannes jusqu'au déclenchement de la Seconde Guerre mondiale. Il passe ses derniers mois à Willingshausen en 1941 et il meurt à la fin de l'année à Marbourg, à l'âge de quatre-vingt-quatre ans. Une exposition rétrospective lui a été consacrée à Marbourg en 2002.
Ses œuvres sont visibles dans différents musées à Berlin, Cassel, Darmstadt, Dresde, Gießel, etc.